# عبد الرحمان سوخان
عبد الرحمان سوخان (13 سبتمبر 1936 – 5 يوليو 2015) هو لاعب كرة قدم جزائري ولد في 13 سبتمبر 1936 بالأبيار (الجزائر العاصمة). كان عبد الرحمان يلعب كوسط ميدان أو مهاجم وأخوه الكبير هو محمد سوخان وهو لاعب كرق قدم أيضا.
مع فريقه نادي لوهافر، تمكن من افتكاك لقب هداف البطولة الفرنسية الدرجة الثانية لسنة 1964 بتسجيله لـ 21 هدفا.
في سنة 1958، التحق بفريق جبهة التحرير الوطني لكرة القدم ليساهم بطريقته رفقة زملائه اللاعبين الجزائريين في كفاحه من أجل استقلال الجزائر عن الاحتلال الفرنسي. وبعد استقلال الجزائر في سنة 1962، واصل مشواره الاحترافي في نادي تولوز بداية من سنة 1964.

## المسيرة الكروية
- قبل 1956: الشبيبة الرياضية للأبيار JS El-Biar
- 1956-1964: نادي لوهافر، البطولة الفرنسية الدرجة الثانية
- 1964-1967: نادي تولوز، البطولة الفرنسية الدرجة الثانية
- 1967-1968: نادي النجم الأحمر الدرجة الأولى

## المصدر
- (بالفرنسية) Col., Les Cahiers de l'Équipe, 1956-1957.
- (بالفرنسية) Marc Barreaud, Dictionnaire des footballeurs étrangers du championnat professionnel français (1932-1997), l'Harmattan, 1997. cf. notice du joueur page 81.

## وصلات خارجية
- عبد الرحمان سوخان على موقع قاعدة بيانات كرة القدم.إي يو (الإنجليزية)
- عبد الرحمان سوخان على موقع ناشيونال فوتبول تيمز (الإنجليزية)